# Bibi Lindkvist
Bibi Lindkvist, egentligen Birgit Emilia Eleonora Richard, född Lindkvist 8 juli 1923 i Västerås, död 24 april 2016 i Hedvig Eleonora distrikt i Stockholm, var en svensk skådespelare, regiassistent och ljudtekniker.
Lindkvist filmdebuterade 1943 i Gunnar Skoglunds En vår i vapen och kom att medverka i sex filmproduktioner som skådespelare. Hon var även gift med Skoglund från 1944 till hans död 1983. Andra gången gifte hon sig 2009 med civilekonomen Klas Richard (1923–2016), som var byrådirektör på Statistiska Centralbyrån och son till företagsledaren Erling Richard och disponenten Astri Richard, ogift Uddenberg.

## Filmografi
- 1943 – En vår i vapen
- 1948 – Musik i mörker
- 1949 – Fängelse
- 1953 – Vägen till Klockrike
- 1959 – För katten
- 1971 – Troll (regiassistent, som Bibi Skoglund)
- 1974 – En handfull kärlek (som Bibi Skoglund)

## Teater

### Roller (ej komplett)
| År   | Roll | Produktion             | Regi           | Teater            |
| ---- | ---- | ---------------------- | -------------- | ----------------- |
| 1943 | Ruth | Niels Ebbesen Kaj Munk | Ingmar Bergman | Dramatikerstudion |